# Homem-bom
Homem-bom é uma expressão que designava, a partir da Idade Média, em Portugal e no Brasil colonial, membros da comunidade aldeã e das vilas que tinham certa relevância social, quer por possuírem propriedades ou outros bens, quer por exercerem ofícios não manuais. Ser um homem-bom significava participar das listas de eleitores que escolhiam os membros das câmaras municipais, podendo votar e ser votado. No Brasil Colónia, um homem-bom era, comumente, o proprietário de terra cristão-velho. Desta categoria, excluíam-se os escravos e outros trabalhadores manuais, e os cristãos-novos (ou seja, que não tinham pais e avós já cristãos), entre outros.